# Leichtathletik-Weltmeisterschaften 2011/800 m der Männer

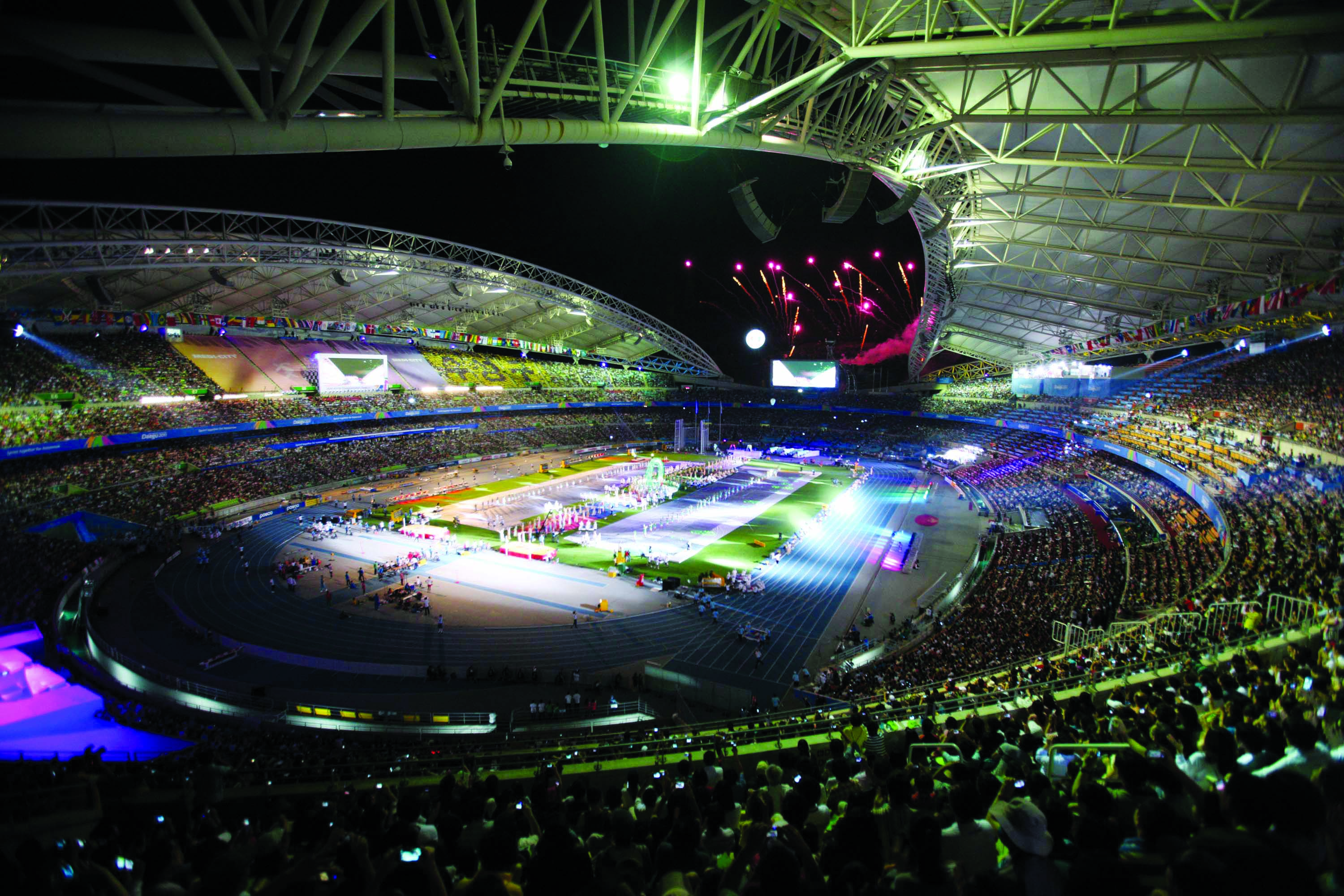
Das Daegu-Stadion im Jahr 2010

Der 800-Meter-Lauf der Männer bei den Leichtathletik-Weltmeisterschaften 2011 wurde vom 27. bis 30. August 2011 im Daegu-Stadion der südkoreanischen Stadt Daegu ausgetragen.
Weltmeister wurde der zweifache Afrikameister (2008/2010) und Weltrekordinhaber David Rudisha aus Kenia. Er gewann vor Abubaker Kaki aus dem Sudan. Bronze ging an den russischen Olympiasieger von 2004, zweifachen Vizeweltmeister (2003/2005) und WM-Dritten von 2007 Juri Borsakowski. Bei den Europameisterschaften 2002 hatte er außerdem Silber mit der 4-mal-400-Meter-Staffel seines Landes gewonnen.

## Bestehende Rekorde
| Weltrekord               | 1:41,01 min | David Rudisha    | Rieti, Italien          | 29. August 2010   |
| Weltmeisterschaftsrekord | 1:43,06 min | Billy Konchellah | WM 1987 in Rom, Italien | 1. September 1987 |

Der bereits seit 1987 bestehende WM-Rekord wurde auch bei diesen Weltmeisterschaften nicht erreicht.
Der kenianische Weltmeister David Rudisha verfehlte diesen Rekord mit seinen 1:43,91 min im Finale um neun Zehntelsekunden.
Es wurden drei Landesrekorde aufgestellt:
- 1:46,38 min – Moussa Camara (Mali), dritter Vorlauf am 27. August
- 1:49,10 min – Edgar Cortez (Nicaragua), vierter Vorlauf am 27. August
- 1:45,93 min – Mohammed Aman (Äthiopien), Finale am 30. August

## Vorrunde
Die Vorrunde wurde in sechs Läufen durchgeführt. Die ersten drei Athleten pro Lauf – hellblau unterlegt – sowie die darüber hinaus sechs zeitschnellsten Läufer – hellgrün unterlegt – qualifizierten sich für das Halbfinale.

### Vorlauf 1

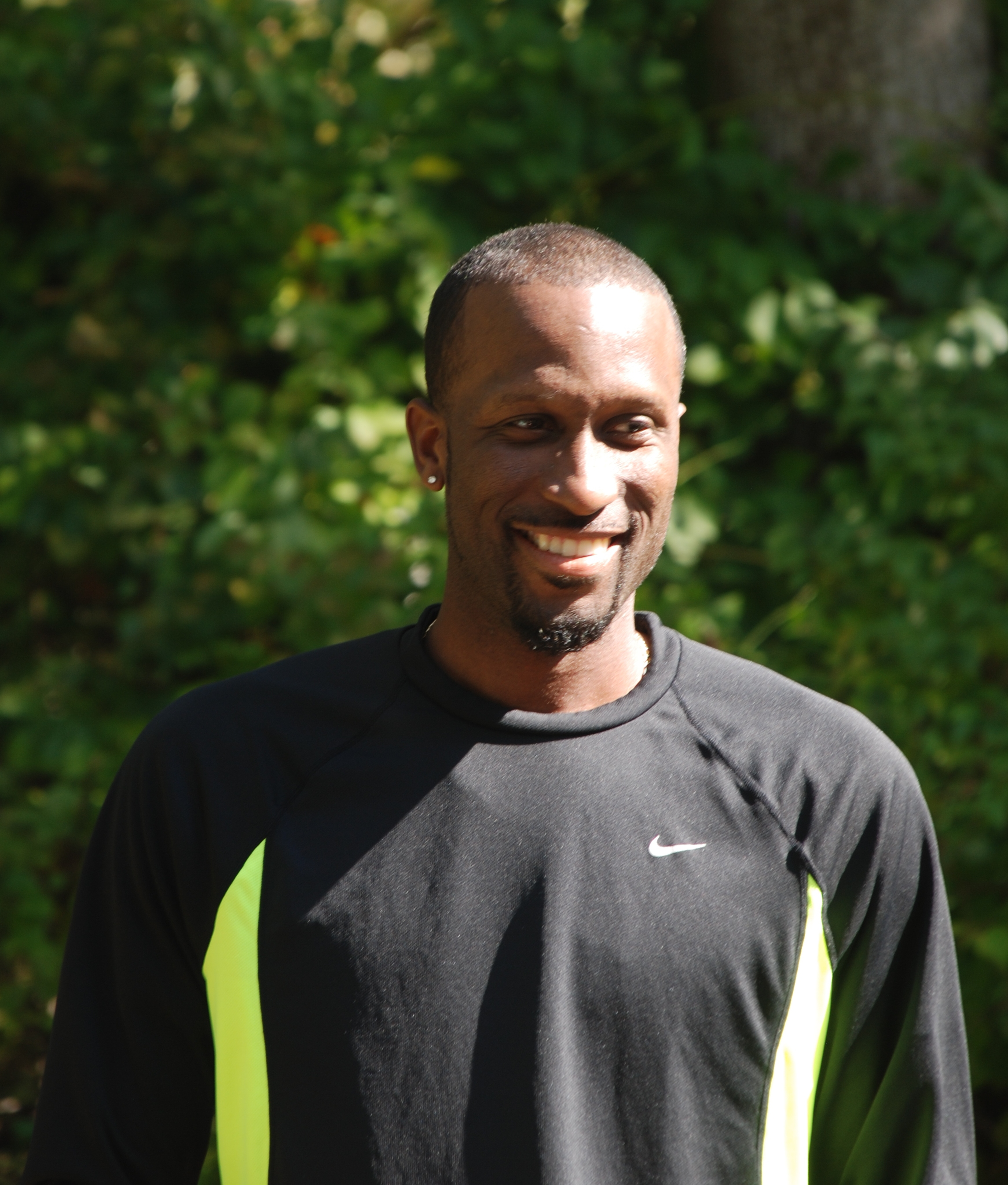
Moise Joseph – ausgeschieden als Sechster in 1:48,17 min

27. August, 12:05 Uhr
| Platz | Name              | Nation   | Zeit (min) |
| ----- | ----------------- | -------- | ---------- |
| 1     | Nick Symmonds     | USA      | 1:46,54    |
| 2     | Andreas Bube      | Dänemark | 1:46,64    |
| 3     | Kevin López       | Spanien  | 1:46,79    |
| 4     | Mouhcine El Amine | Marokko  | 1:46,98    |
| 5     | Andrew Ellerton   | Kanada   | 1:47,47    |
| 6     | Moise Joseph      | Haiti    | 1:48,17    |
| 7     | Thet Zaw Win      | Myanmar  | 1:58,36    |

### Vorlauf 2

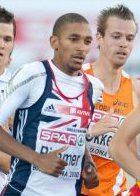
Michael Rimmer – ausgeschieden als Fünfter in 1:47,11 min
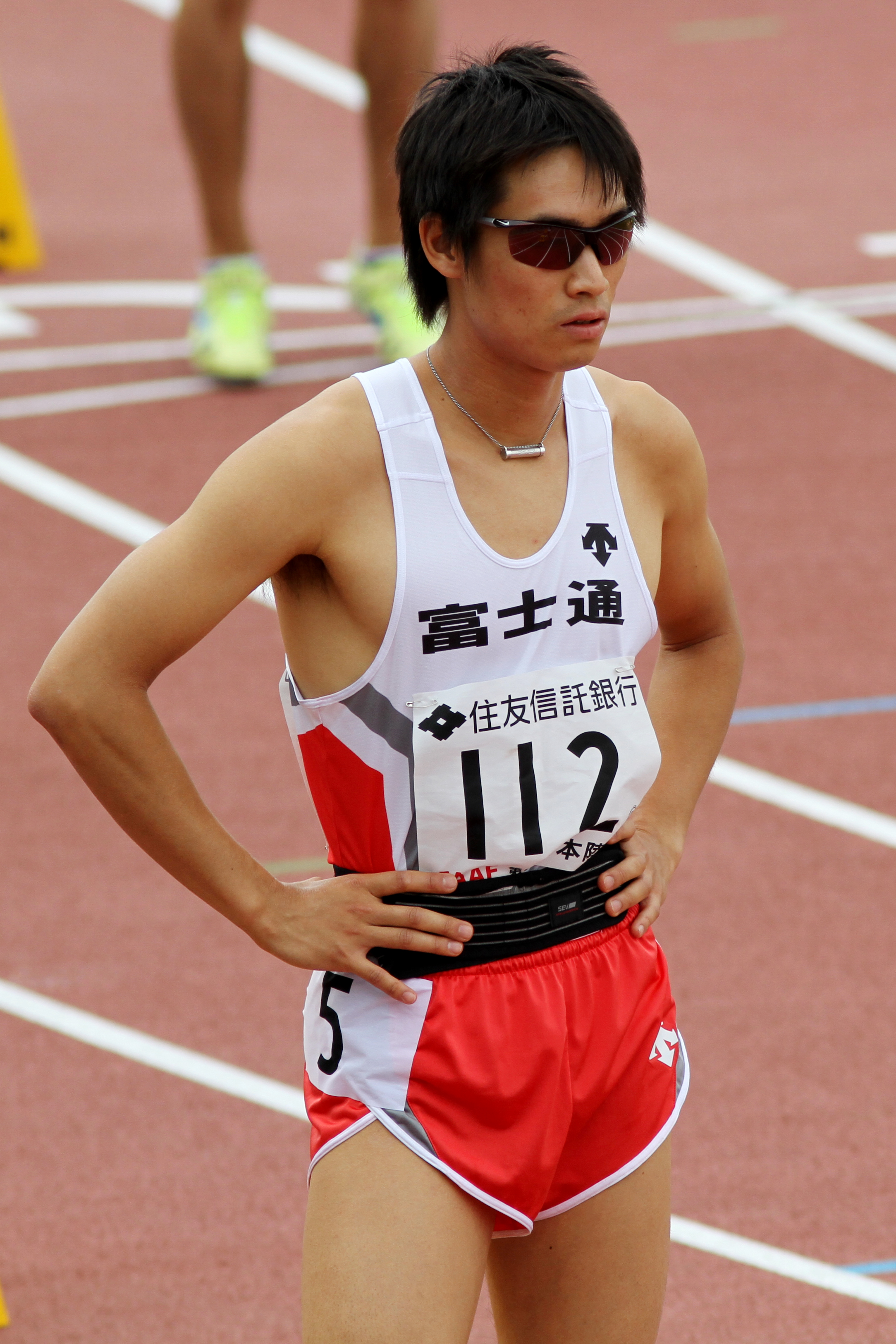
Masato Yokota – ausgeschieden als Sechster in 1:47,60 min

27. August, 12:12 Uhr
| Platz | Name                  | Nation         | Zeit (min) |
| ----- | --------------------- | -------------- | ---------- |
| 1     | Juri Borsakowski      | Russland       | 1:46,14    |
| 2     | Jackson Mumbwa Kivuva | Kenia          | 1:46,57    |
| 3     | Antonio Manuel Reina  | Spanien        | 1:46,66    |
| 4     | Prince Mumba          | Sambia         | 1:46,73    |
| 5     | Michael Rimmer        | Großbritannien | 1:47,11    |
| 6     | Masato Yokota         | Japan          | 1:47,60    |
| 7     | Shifaz Mohamed        | Malediven      | 2:01,05    |

### Vorlauf 3
27. August, 12:19 Uhr
| Platz | Name               | Nation    | Zeit (min) |
| ----- | ------------------ | --------- | ---------- |
| 1     | Abubaker Kaki      | Sudan     | 1:44,83    |
| 2     | Mohammed Aman      | Äthiopien | 1:45,17    |
| 3     | Alfred Kirwa Yego  | Kenia     | 1:45,50    |
| 4     | Luis Alberto Marco | Spanien   | 1:46,19    |
| 5     | Moussa Camara      | Mali      | 1:46,38 NR |
| 6     | Ashot Hayrapetyan  | Armenien  | 1:50,09    |
| 7     | Fernando da Silva  | Brasilien | 1:51,58    |

### Vorlauf 4

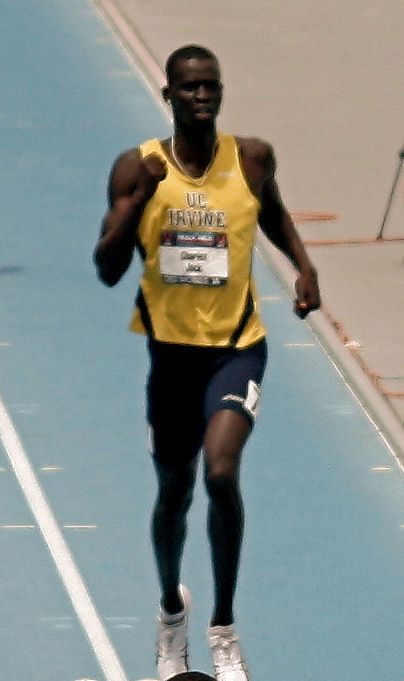
Charles Jock – ausgeschieden als Fünfter in 1:47,95 min

27. August, 12:26 Uhr
| Platz | Name               | Nation      | Zeit (min) |
| ----- | ------------------ | ----------- | ---------- |
| 1     | David Rudisha      | Kenia       | 1:46,29    |
| 2     | Marcin Lewandowski | Polen       | 1:46,73    |
| 3     | Bram Som           | Niederlande | 1:46,79    |
| 4     | Mahfoud Brahimi    | Algerien    | 1:46,94    |
| 5     | Charles Jock       | USA         | 1:47,95    |
| 6     | Brice Etes         | Monaco      | 1:48,22    |
| 7     | Edgar Cortez       | Nicaragua   | 1:49,10 NR |

### Vorlauf 5
27. August, 12:33 Uhr
| Platz | Name              | Nation         | Zeit (min) |
| ----- | ----------------- | -------------- | ---------- |
| 1     | Kleberson Davide  | Brasilien      | 1:46,06    |
| 2     | Andrew Osagie     | Großbritannien | 1:46,08    |
| 3     | Adam Kszczot      | Polen          | 1:46,16    |
| 4     | Sajjad Moradi     | Iran           | 1:46,39    |
| 5     | Mohammad al-Azemi | Kuwait         | 1:46,64    |
| 6     | Julius Mutekanga  | Uganda         | 1:47,54    |
| 7     | Farhan Ahmad      | Pakistan       | 1:50,14    |
| DNS   | Thomas Vandy      | Sierra Leone   |            |

### Vorlauf 6
27. August, 12:40 Uhr
| Platz | Name                | Nation    | Zeit (min) |
| ----- | ------------------- | --------- | ---------- |
| 1     | Rafith Rodríguez    | Kolumbien | 1:48,26    |
| 2     | Tamás Kazi          | Ungarn    | 1:48,29    |
| 3     | Khadevis Robinson   | USA       | 1:48,41    |
| 4     | Daniel Nghipandulwa | Namibia   | 1:48,79    |
| 5     | Lutmar Paes         | Brasilien | 1:48,97    |
| 6     | Ismail Ahmed Ismail | Sudan     | 1:52,33    |
| 7     | Derek Mandell       | Guam      | 1:57,11    |
| 8     | Richard Blagg       | Gibraltar | 1:59,34    |

## Halbfinale
In den drei Halbfinalläufen qualifizierten sich die jeweils ersten beiden Athleten – hellblau unterlegt – sowie die darüber hinaus zwei zeitschnellsten Läufer – hellgrün unterlegt – für das Finale.

### Halbfinallauf 1

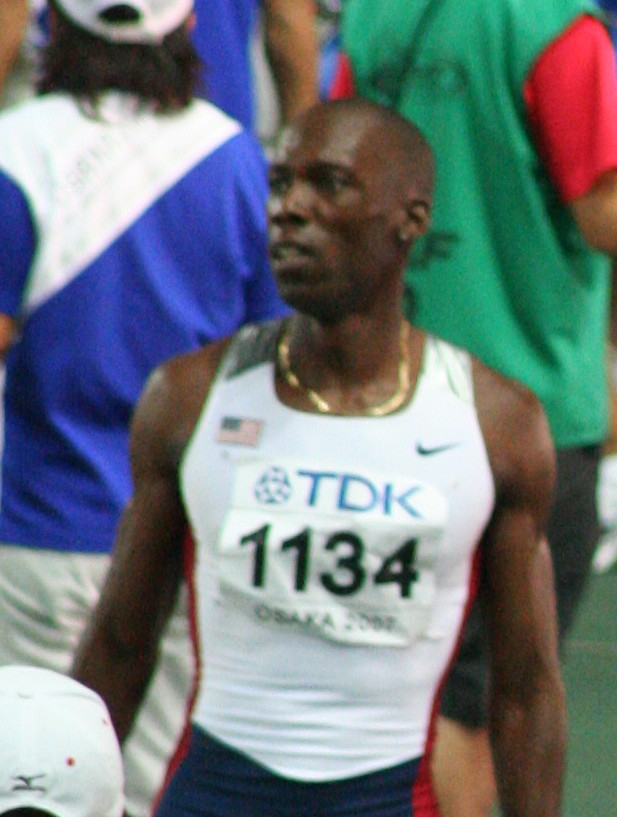
Khadevis Robinson – ausgeschieden in 1:45,27 min
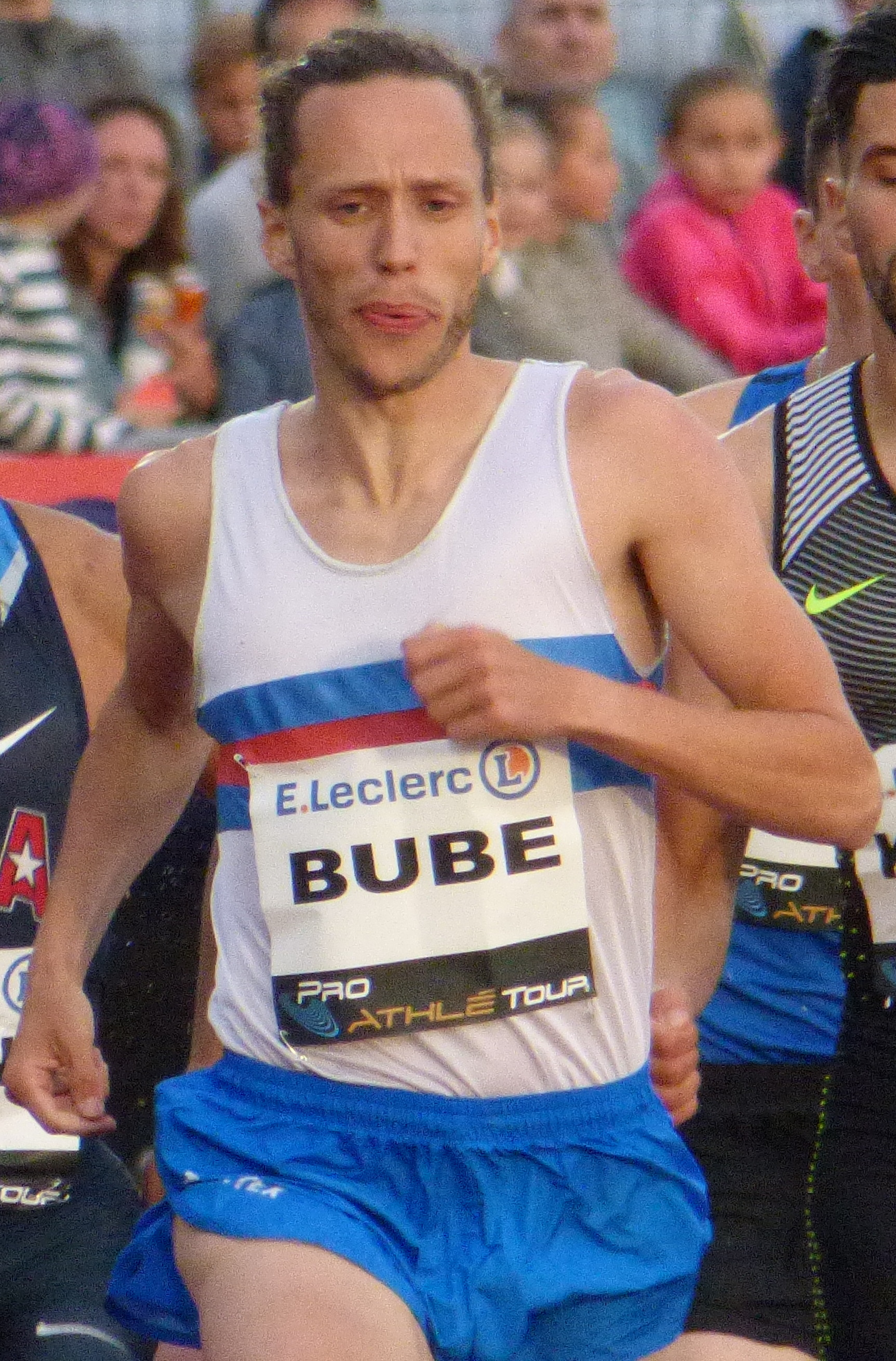
Andreas Bube – ausgeschieden in 1:45,48 min

28. August, 18:00 Uhr
| Platz | Name                 | Nation    | Zeit (min) |
| ----- | -------------------- | --------- | ---------- |
| 1     | Mohammed Aman        | Äthiopien | 1:44,57    |
| 2     | Marcin Lewandowski   | Polen     | 1:44,60    |
| 3     | Abubaker Kaki        | Sudan     | 1:44,62    |
| 4     | Alfred Kirwa Yego    | Kenia     | 1:44,82    |
| 5     | Khadevis Robinson    | USA       | 1:45,27    |
| 6     | Andreas Bube         | Dänemark  | 1:45,48    |
| 7     | Sajjad Moradi        | Iran      | 1:46,17    |
| 8     | Antonio Manuel Reina | Spanien   | 1:48,45    |

### Halbfinallauf 2
28. August, 18:09 Uhr
| Platz | Name                  | Nation         | Zeit (min) |
| ----- | --------------------- | -------------- | ---------- |
| 1     | Nick Symmonds         | USA            | 1:45,73    |
| 2     | Juri Borsakowski      | Russland       | 1:45,73    |
| 3     | Jackson Mumbwa Kivuva | Kenia          | 1:45,97    |
| 4     | Andrew Osagie         | Großbritannien | 1:46,12    |
| 5     | Tamás Kazi            | Ungarn         | 1:46,53    |
| 6     | Bram Som              | Niederlande    | 1:46,69    |
| 7     | Kevin López           | Spanien        | 1:46,86    |
| 8     | Prince Mumba          | Sambia         | 1:47,06    |

Im zweiten Halbfinale ausgeschiedene Läufer:

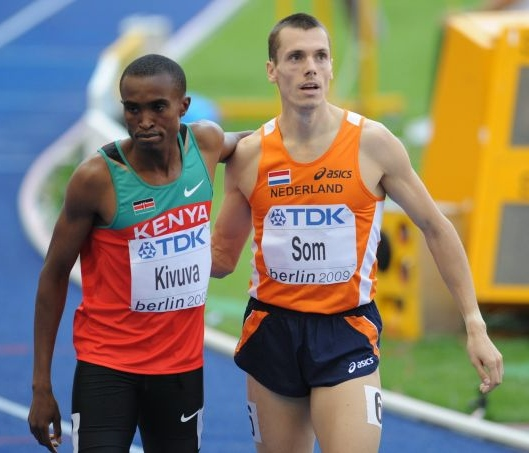
Jackson Mumbwa Kivuva (links) – Rang drei in 1:45,97 min / Bram Som – Rang sechs in 1:46,69 min
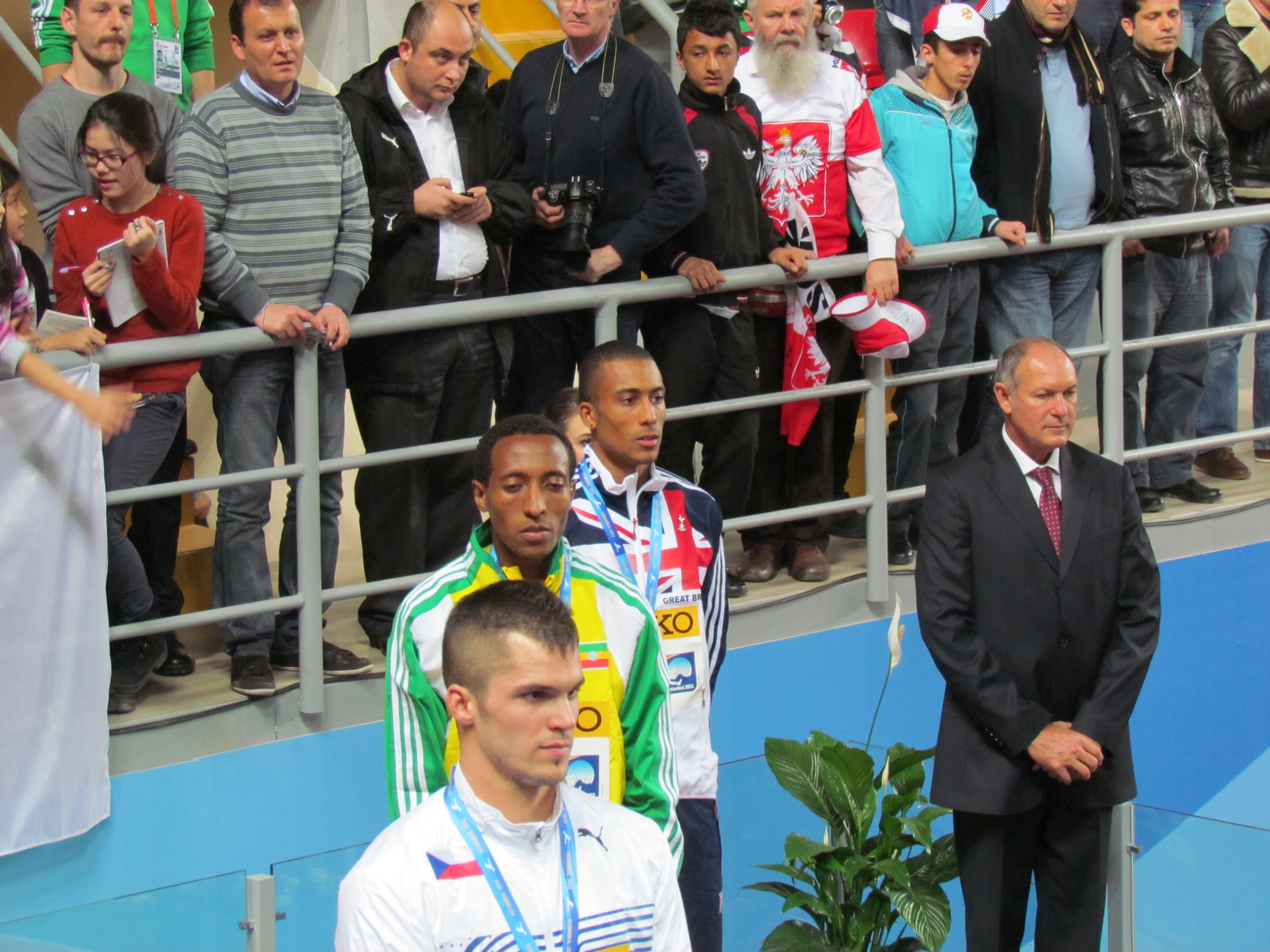
Andrew Osagie (hinten) Rang vier in 1:45,97 min
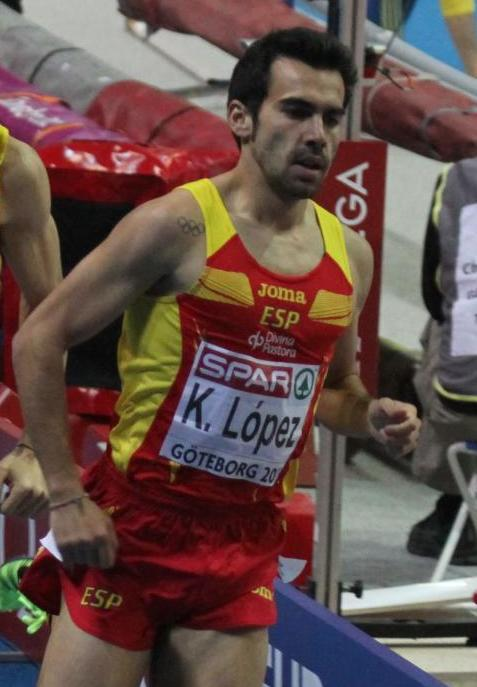
Kevin López Rang sieben in 1:46,86 min

### Halbfinallauf 3

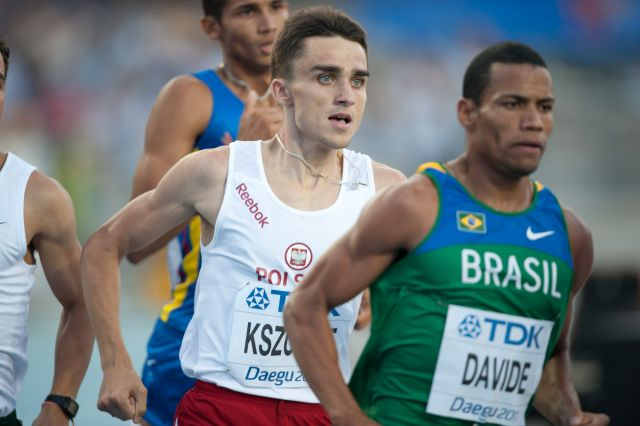
Kleberson Davide – ausgeschieden in 1:45,06 min
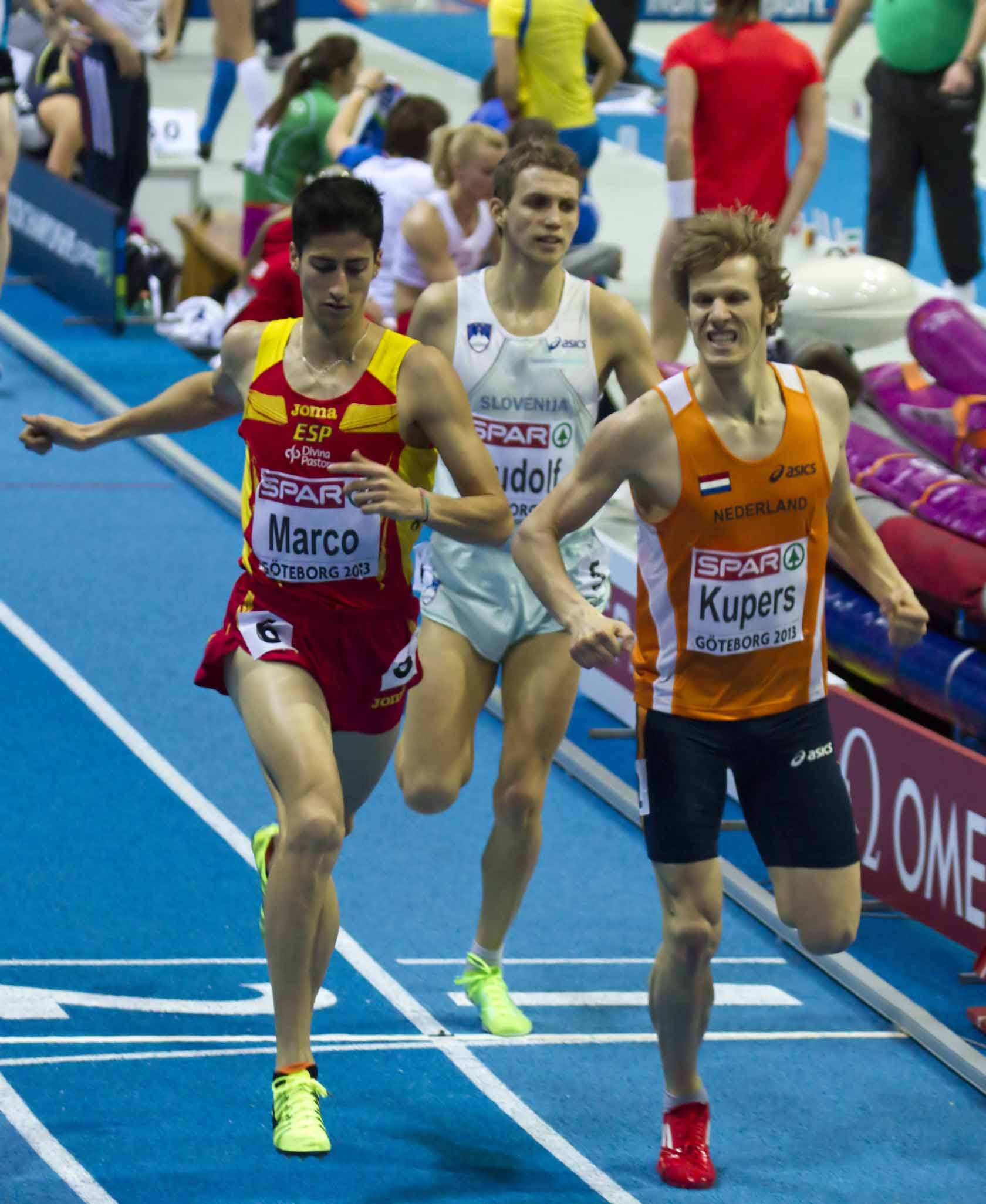
Luis Alberto Marco – ausgeschieden in 1:47,45 min

28. August, 18:18 Uhr
| Platz | Name               | Nation    | Zeit (min) |
| ----- | ------------------ | --------- | ---------- |
| 1     | David Rudisha      | Kenia     | 1:44,20    |
| 2     | Adam Kszczot       | Polen     | 1:44,81    |
| 3     | Kleberson Davide   | Brasilien | 1:45,06    |
| 4     | Rafith Rodríguez   | Kolumbien | 1:46,41    |
| 5     | Mahfoud Brahimi    | Algerien  | 1:46,79    |
| 6     | Luis Alberto Marco | Spanien   | 1:47,45    |
| 7     | Moussa Camara      | Mali      | 1:48,15    |
| DNF   | Mohammad al-Azemi  | Kuwait    |            |

## Finale

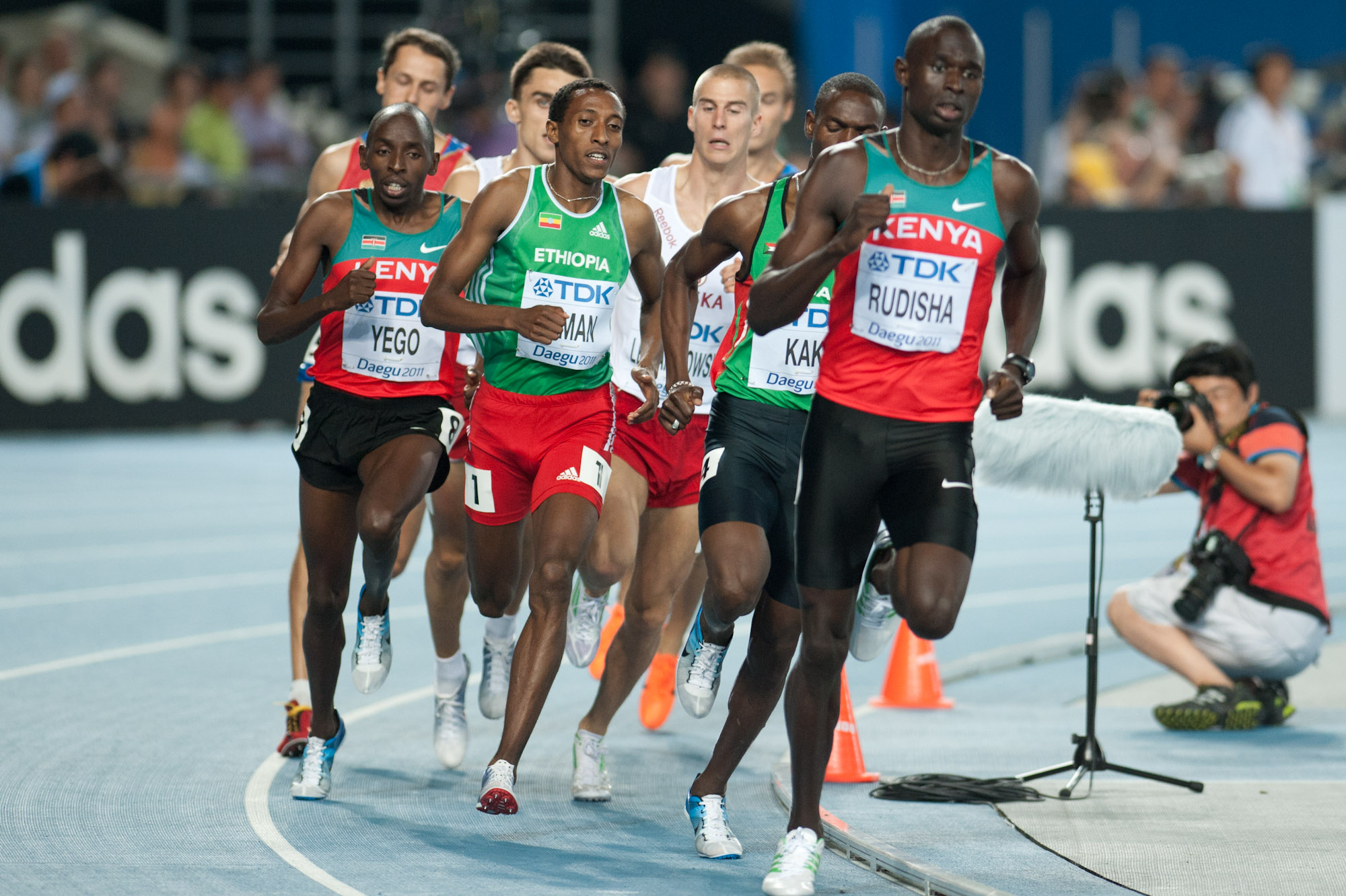
Ein noch dicht gedrängtes Feld
im 800-Meter-Finale

30. August, 21:05 Uhr
| Platz | Name               | Nation    | Zeit (min) |
| ----- | ------------------ | --------- | ---------- |
| 1     | David Rudisha      | Kenia     | 1:43,91    |
| 2     | Abubaker Kaki      | Sudan     | 1:44,41    |
| 3     | Juri Borsakowski   | Russland  | 1:44,49    |
| 4     | Marcin Lewandowski | Polen     | 1:44,80    |
| 5     | Nick Symmonds      | USA       | 1:45,12    |
| 6     | Adam Kszczot       | Polen     | 1:45,25    |
| 7     | Alfred Kirwa Yego  | Kenia     | 1:45,83    |
| 8     | Mohammed Aman      | Äthiopien | 1:45,93 NR |

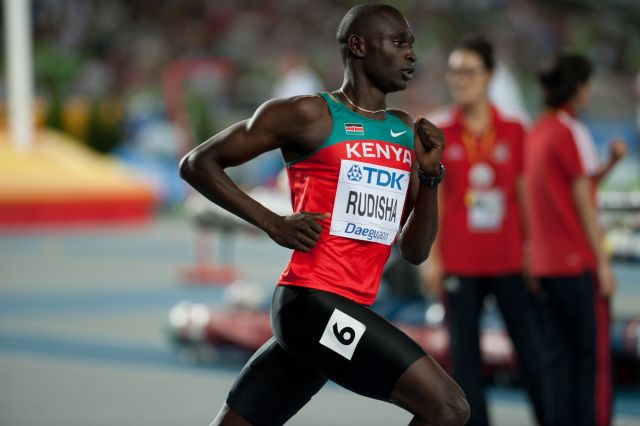
David Rudisha, zweifacher Afrikameister und Weltrekordhalter, siegte souverän
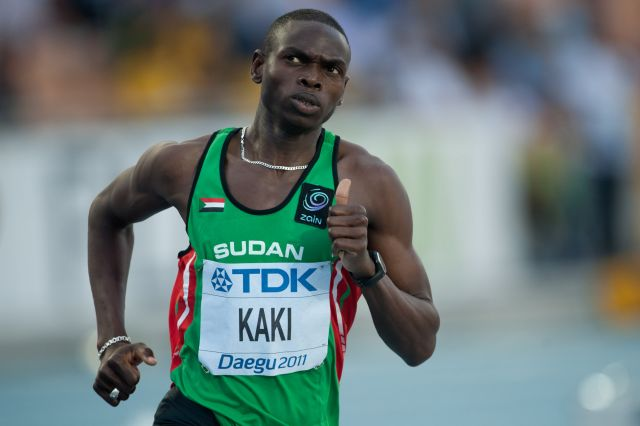
Vizeweltmeister Abubaker Kaki
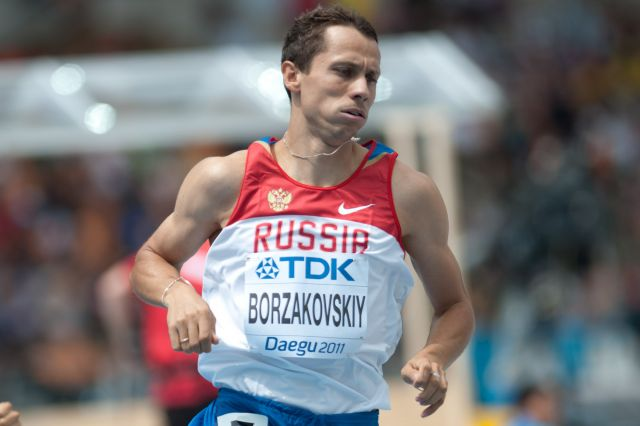
Bronze wie 2007 gab es für den Olympiasieger von 2004 und zweifachen Vizeweltmeister Juri Borsakowski

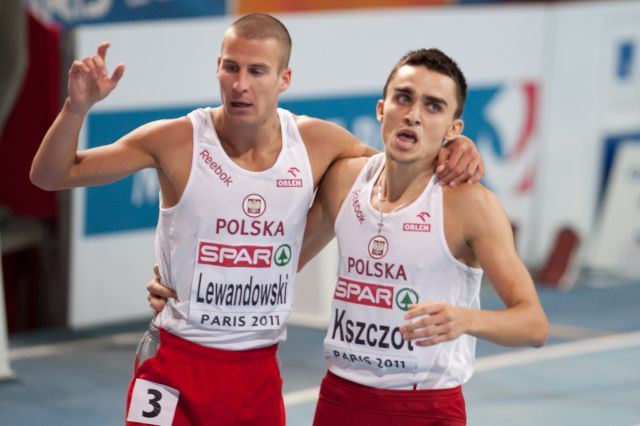
Marcin Lewandowski (links), Rang vier und Adam Kszczot, Rang sechs
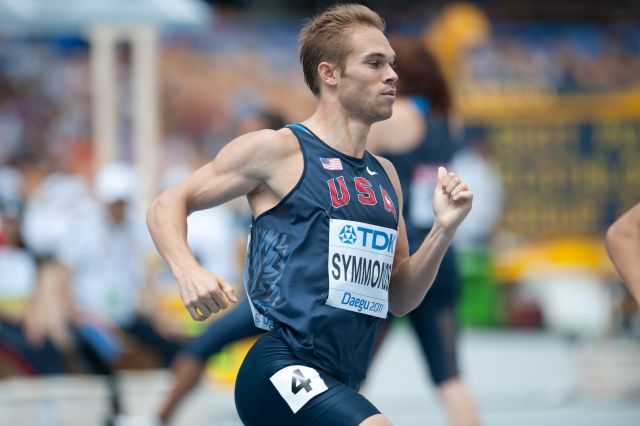
Nick Symmonds belegte Rang fünf
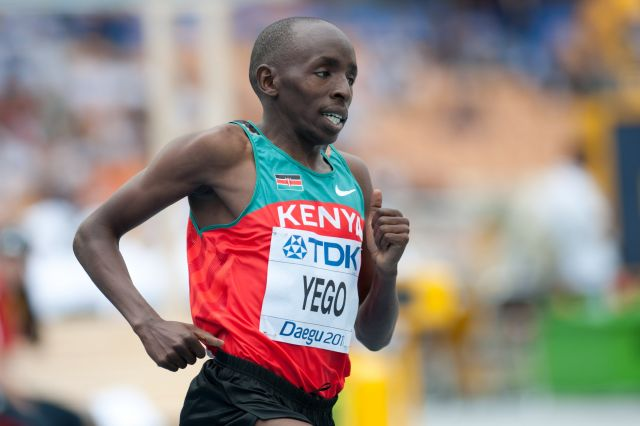
Alfred Kirwa Yego kam auf den siebten Platz
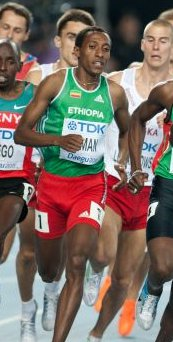
Mohammed Aman erreichte im Finale Platz acht mit neuem äthiopischen Landesrekord

## Video
- David Lekuta Rudisha - IAAF World Championships Daegu 2011, youtube.com, abgerufen am 19. Dezember 2020